# 1926 en bande dessinée
| Années de la bande dessinée : 1923 - 1924 - 1925 - 1926 - 1927 - 1928 - 1929    |
| Décennies de la bande dessinée : 1890 - 1900 - 1910 - 1920 - 1930 - 1940 - 1950 |

Cet article présente les faits marquants de l'année 1926 en bande dessinée.

## Évènements
- juillet : Les Aventures de Totor, C. P. des Hannetons, publiées par Hergé dans le Boy-Scout belge.
- 14 octobre : publication des premières aventures de Winnie l'ourson par l'écrivain Alan Alexander Milne.

## Nouveaux albums
Voir aussi : Albums de bande dessinée sortis en 1926
| Sortie | Titre       | Scénariste | Dessinateur | Coloriste | Éditeur |
| ------ | ----------- | ---------- | ----------- | --------- | ------- |
| ?      | à compléter |            |             |           |         |
| ?      | …           |            |             |           |         |

## Naissances
- 22 février : Raoul Giordan, auteur français frère de Robert Giordan (Tom Tempest, Tim l'Audace)
- 15 mars : Bob Haney, scénariste de comics, créateur des Teen Titans et de Metamorpho.
- 29 mars : Myron Fass, auteur et éditeur de comics
- 6 avril : Gil Kane, dessinateur de comics né en Lettonie (Green Lantern, Mar-vell, Spiderman)
- 25 avril : Johnny Craig
- 28 avril : Bill Blackbeard, spécialiste de bande dessinée américain, mort en 2011.
- 11 mai : Paul Gillon, auteur français (Les Naufragés du temps, Jérémie, 13 rue de l'Espoir), mort en 2011.
- 13 mai : Norman Maurer, auteur de comics
- 9 juillet : Murphy Anderson, dessinateur de comics
- 24 juillet : Lew Schwartz, dessinateur de comics
- 29 juillet : Robert Gigi, journaliste et un illustrateur français (Le gentilhomme de la montagne, Fillette, Scarlett Dream)
- 14 août : René Goscinny, écrivain, humoriste et scénariste français
- 1er septembre : Gene Colan, dessinateur américain (Silver Surfer, Iron Man, Sub-Mariner, Captain America, Doctor Strange, Mar-Vell)
- 6 septembre : Dave Graue (auteur de comics)
- 18 septembre : Joe Kubert, auteur de comics né en Pologne (Sgt. Rock, Hawkman, Tarzan, Korak)
- 29 septembre : Russ Heath
- 2 octobre : Ramona Fradon
- 16 octobre : Joe Sinnott, dessinateur de comics
- 15 novembre : François Craenhals, illustrateur belge (Pom et Teddy, les 4 as, Chevalier Ardent)
- Naissance Jack Mendelsohn (auteur de comics)